# Lezena
Lezena je naziv za plitki vertikalni istak u obliku pilastra, koji istodobno ojačava i ukrašava te raščlanjuje zidnu plohu.
Lezene su vrlo često povezane nizovima slijepih lukova (arkade), osobito u romanici. 
U jednostavnoj formi javljaju se još u kasnoj antici (npr. Aja Sofija, oko 537. god), na pročeljima, bočnim stranama i apsidama, a osobito su česte u romanici. 
U gotici imaju sličnu funkciju kao i ranije, ali u njoj tada više dominira konstruktivni nego dekorativni element.
Lezene su česte i u arhitekturi kasnijih stilskih epoha, osobito na pročeljima monumentalnih zdanja renesanse, baroka,  klasicizma i neostilova historicizma.